# ТЕС Канделарія
ТЕС Канделарія – теплова електростанція на іспанському острові Тенерифе. Також відома як «Las Caletillas».
Основне обладнання ТЕС складали:
- запущені в 1967-му дві парові турбіни потужністю по 22 МВт (станційні номери 1 та 2);
- введені в 1972 – 1973 роках три генераторні установки на основі двигунів внутрішнього згоряння потужністю по 12 МВт;
- три встановлені на роботу у відкритому циклі газові турбіни, щонайменше одна з яких потужністю 17 МВт була запущена в 1972-му;
- введені в 1975 (дві), 1979 та 1984 роках чотири парові турбіни потужністю по 40 МВт (номери 3 – 6).
В 1988 та 1989 роках дві газові турбіни замінили новими потужністю по 37,5 МВт.
З плином часу застаріле обладнання виводили з експлуатації: 
- в 2001-му парові турбіни 1 та 2;
- в 2010-му парові турбіни 3 та 4;
- в 2014-му генераторні установки;
- в 2017-му газова турбіна, що працювала з 1972 року;
- в 2020-му парові турбіни 5 та 6.
Станція розрахована на споживання нафтопродуктів.
Видалення продуктів згоряння парових турбін 3 – 6 відбувалось через два димарі заввишки по 77 метрів. В 2024-му димар турбін 3 – 4 був демонтований, так само як парові турбіни 1 – 4.
Для охолодження використовують морську воду.
Видача продукції відбувається під напругою 66 кВ та 220.